# Costellipitar minutus
Costellipitar minutus is een tweekleppigensoort uit de familie van de Veneridae. De wetenschappelijke naam van de soort is voor het eerst geldig gepubliceerd in 1845 door Koch in Philippi.